# Habla María
Habla María és el títol d’una novel·la gràfica autobiogràfica, en format de novel·la gràfica, escrita i dibuixada per Bernardo Fernández, que ens explica els primers anys de vida de la seva filla, diagnosticada d’autisme.
L’obra combina dos narradors, el primer i la veu principal és Bef, el pare que explica tot el procés del diagnòstic i l'acceptació d'aquest,  i el segon, és la versió imaginada (per Bef) de María, que ens mostra com percep i interactua amb el món.

## Sinopsi
La història comença amb el naixement de María, que va néixer sense cap complicació, però quan compleix dos anys, María encara no parla, fet que comença a angoixar als seus pares i  acaba desembocant en visites a especialistes fins a arribar al diagnòstic d'autisme.
El diagnòstic marca un abans i després en la història, que es veu reflectit estèticament passant del to monocromàtic de diferents escales de grisos que caracteritza l'inici de la novel·la a la inclusió dels colors, simbolitzant l'esperança de tot el que es pot fer un cop ja es té el diagnòstic.